# Kojenecká láhev

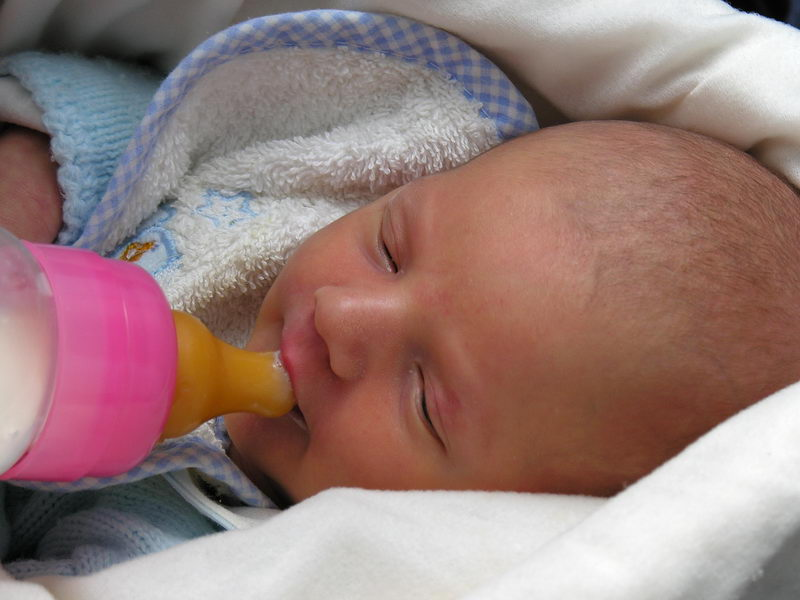
Kojenec s kojeneckou lahví

Kojenecká láhev je speciální nádoba určená pro umělou výživu nejmenších dětí v kojeneckém věku.
Kojenecká láhev dítěti fakticky nahrazuje mateřský prs, proto je vždy opatřena vhodným dudlíkem respektive savičkou, která by v ideálním případě měla co nejvíce dítěti připomínat skutečný ženský prs. Savička (dudlík) bývá obvykle vyrobena z vhodně tvarované elastické pryže, vlastní nádoba pak z chemicky inertního varného skla, nověji může být zhotovena i z chemicky
stabilních plastů.